# ФК Плимут аргајл
ФК Плимут аргајл (енгл. Plymouth Argyle F.C.) је енглески фудбалски клуб из Плимутa. Клуб се такмичи у Чемпионшипу. Клуб је основан 1886. године. Своје домаће утакмице играју на Хоум парку у Плимуту.